# Petronius Maximus római császár
Flavius Anicius Petronius Maximus, általánosan elterjedt néven Petronius Maximus császár (396 – Róma, 455. május 31.) nyugatrómai császár 455-ben.

## Élete
Róma prefektusa volt 420-ban, két alkalommal pedig consul. 454-ben Heraclius eunuch segítségével ő ölette meg Aëtiust. A következő évben III. Valentinianus római császárt ellenségei meggyilkolták, és Petroniust kiáltották ki császárrá. Petronius kényszerrel feleségül vette elődje özvegyét, Eudoxiát. Hamarosan – talán Eudoxia hívására – ellenséges vandál flotta közeledett Róma felé. A császár menekülni próbált, ám ezért maguk a római lakosok megölték, és szétszaggatott testét a Tiberisbe dobták.